# Kostel svatého Jakuba Staršího (Jakub)
Kostel svatého Jakuba Staršího ve vsi Jakub, části obce Církvice v okrese Kutná Hora, je románský kostel vysvěcený roku 1165. Podle autentiky (listiny o svěcení), nalezené v roce 1846, se svěcení účastnil český král Vladislav II. s královnou Juditou. V roce 2008 byl nařízením vlády zařazen mezi národní kulturní památky ČR.
Dominantou jednolodního kostela je vysoká západní věž, na straně východní církevní stavbu uzavírá okrouhlá apsida. V letech 1872 až 1874 provedl Josef Kranner puristickou úpravu lodi a v roce 1883 upravil ve stejném slohu věž kostela Josef Mocker.

## Románská sochařská výzdoba
Na jižní fasádě kostela se nalézá nejrozsáhlejší soubor dochovaných románských plastik v České republice. Původní portál má v tympanonu poprsí Krista se dvěma anděly, po stranách vchodu torza dvou apoštolů. V patře se nacházejí dvě postavy biskupů, světce se dvěma donátory a rytíř.

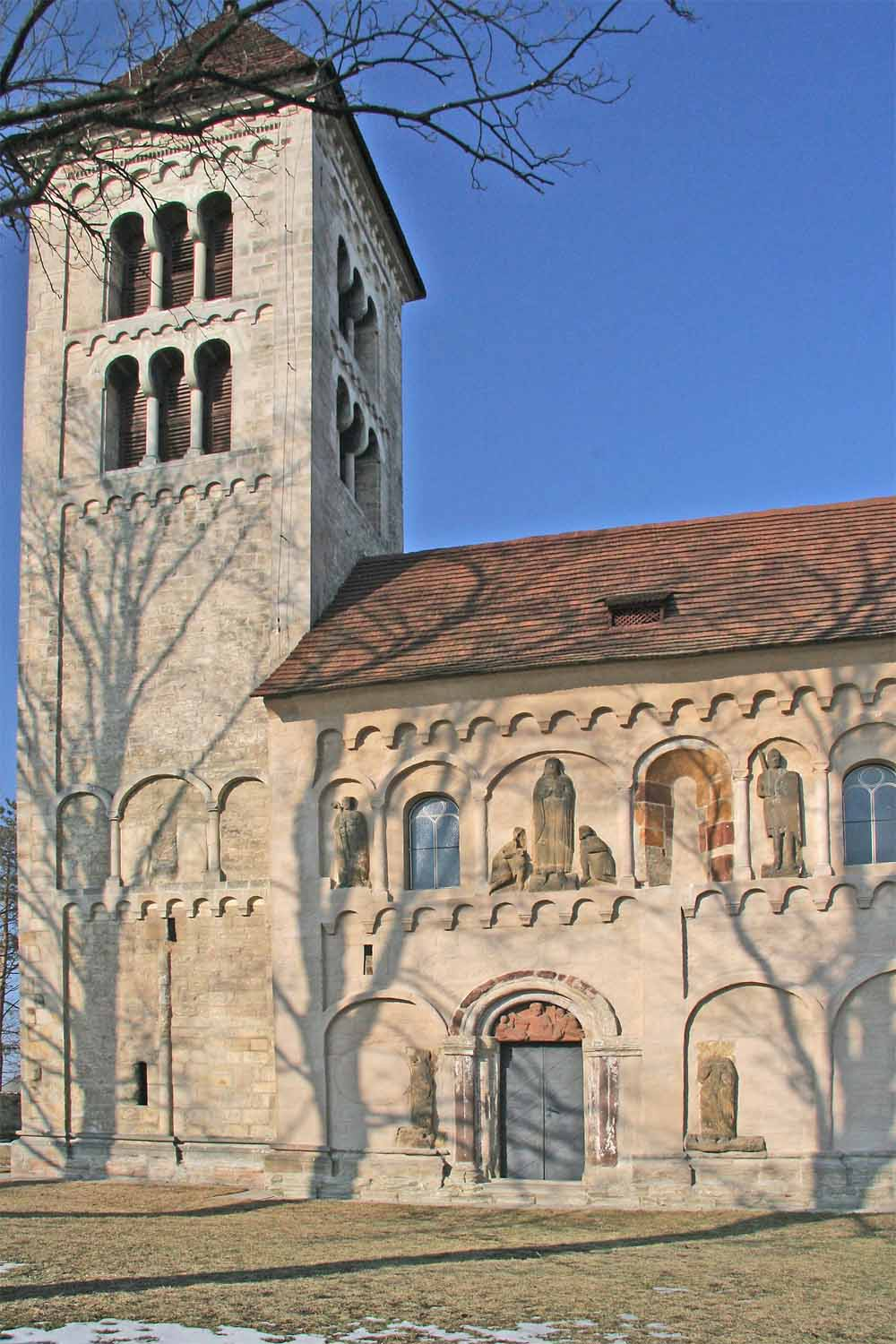
Jižní fasáda se sochařskou výzdobou
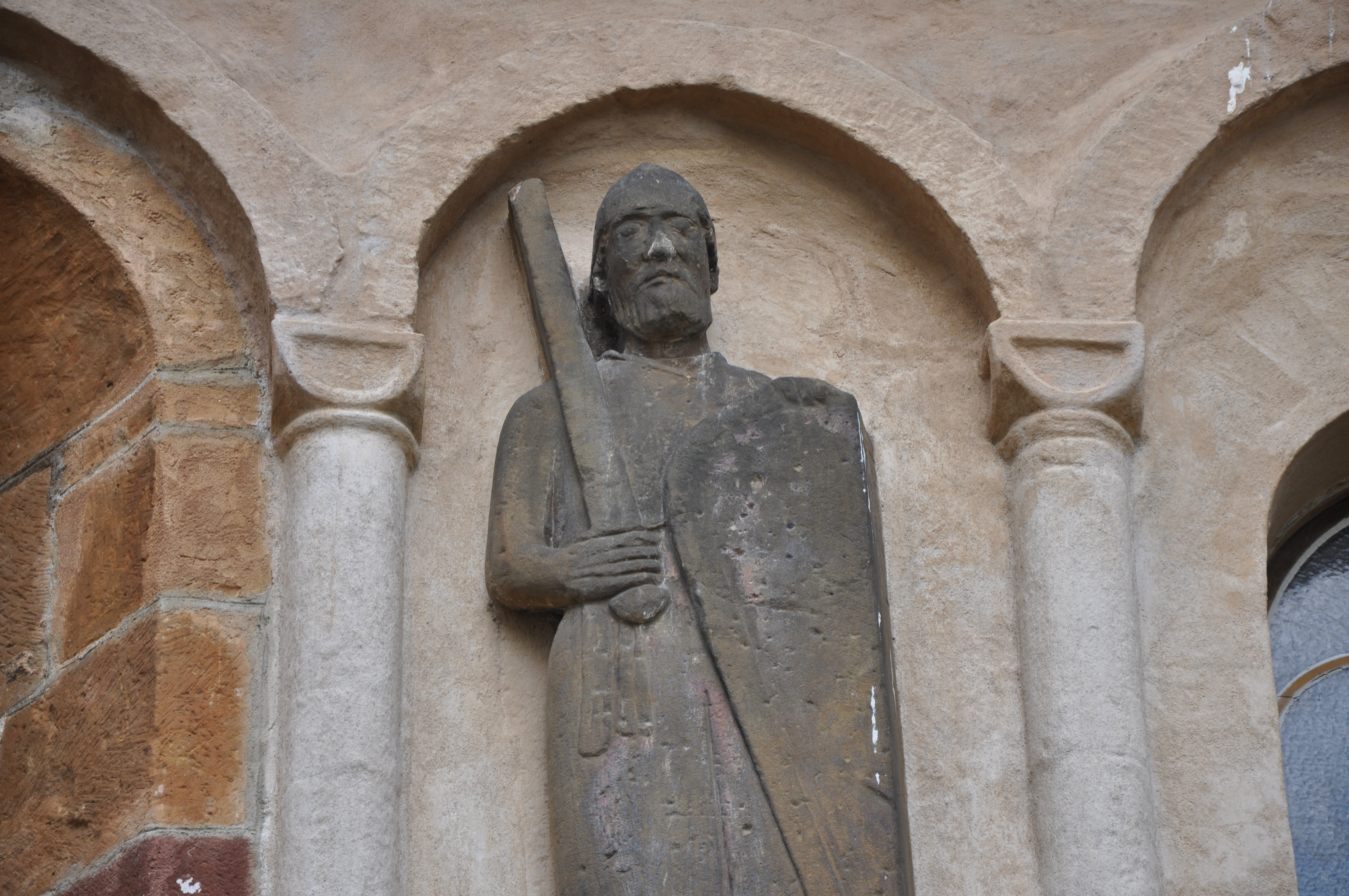
Románská plastika rytíře
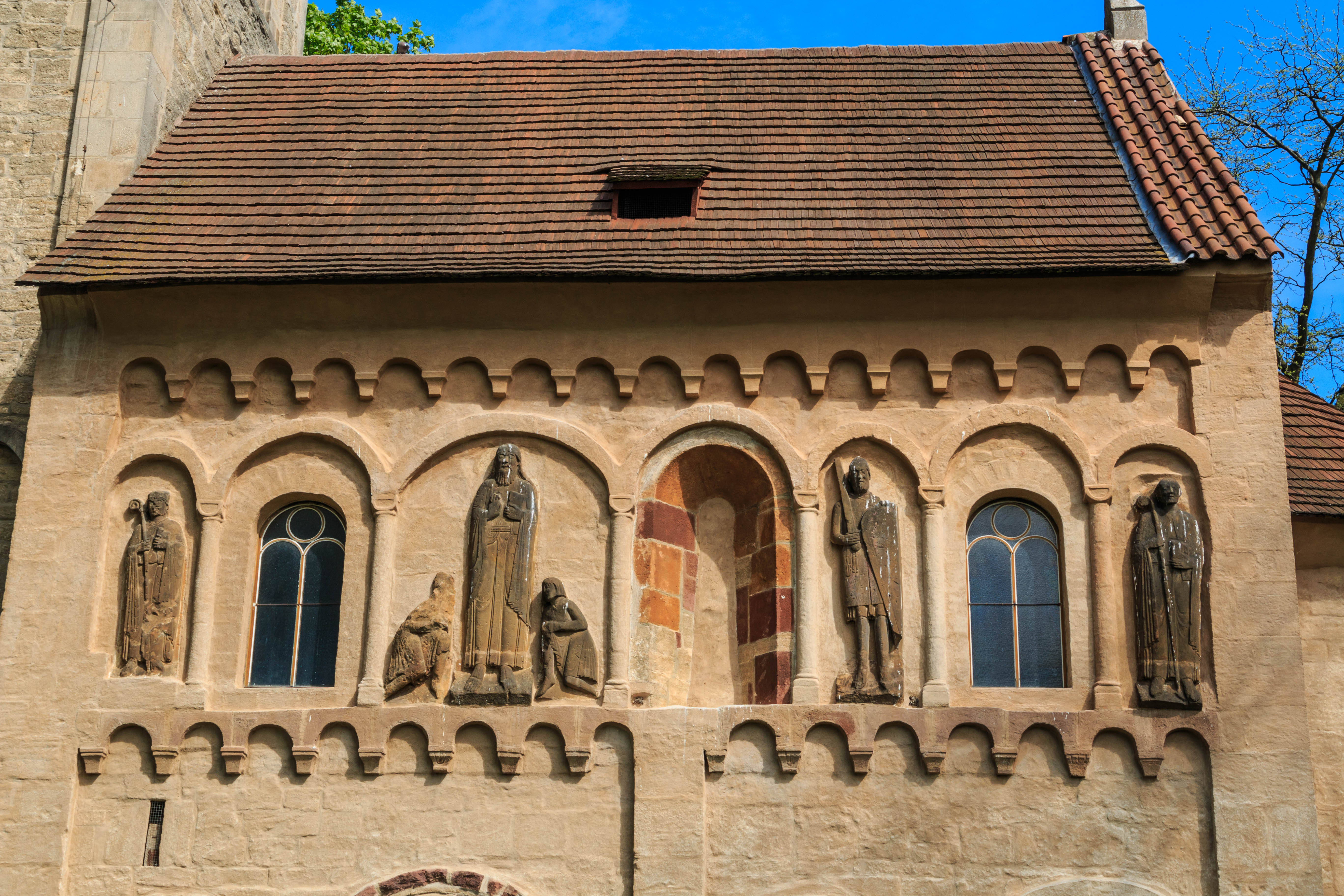
Sochařská výzdoba v horní části
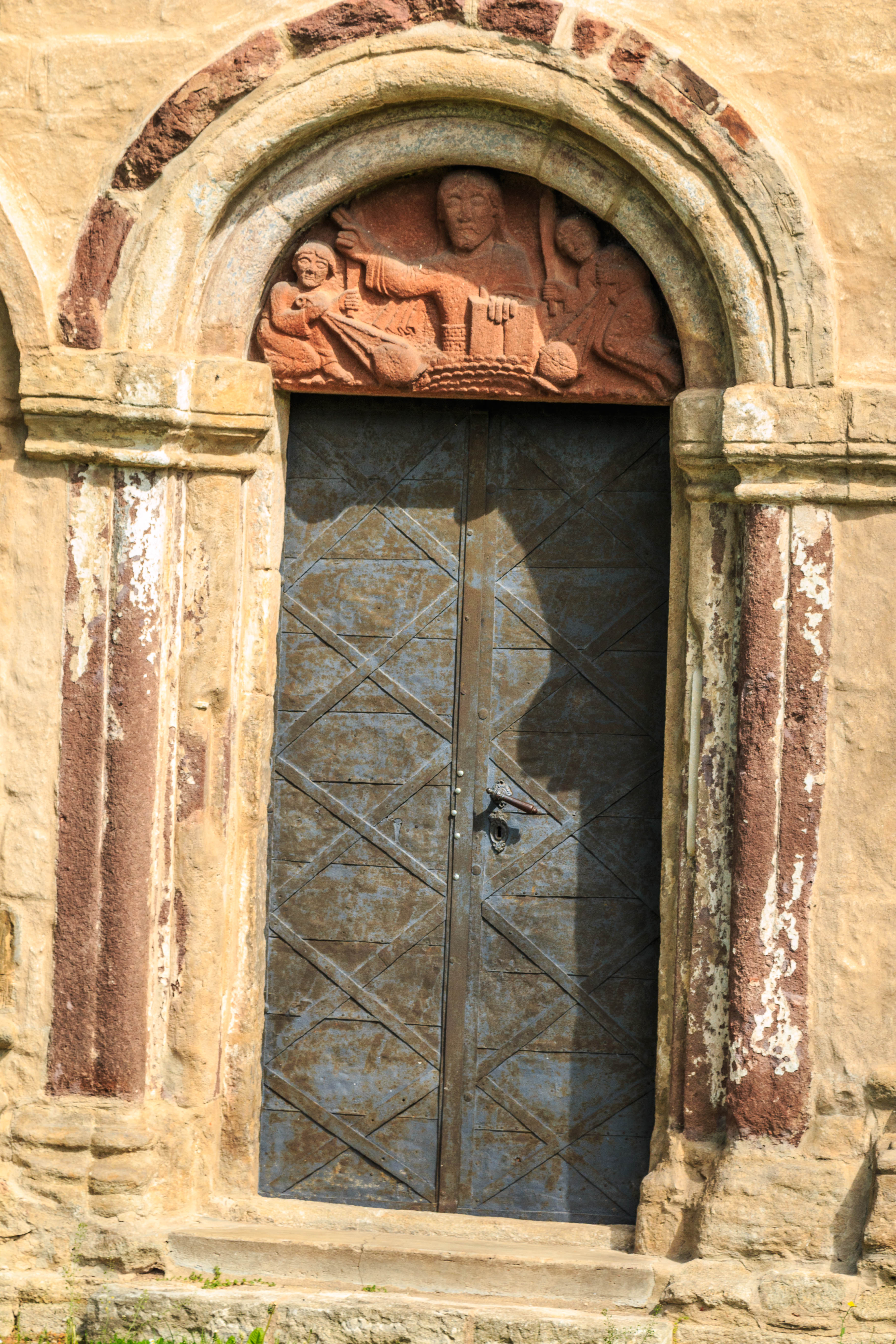
Portál
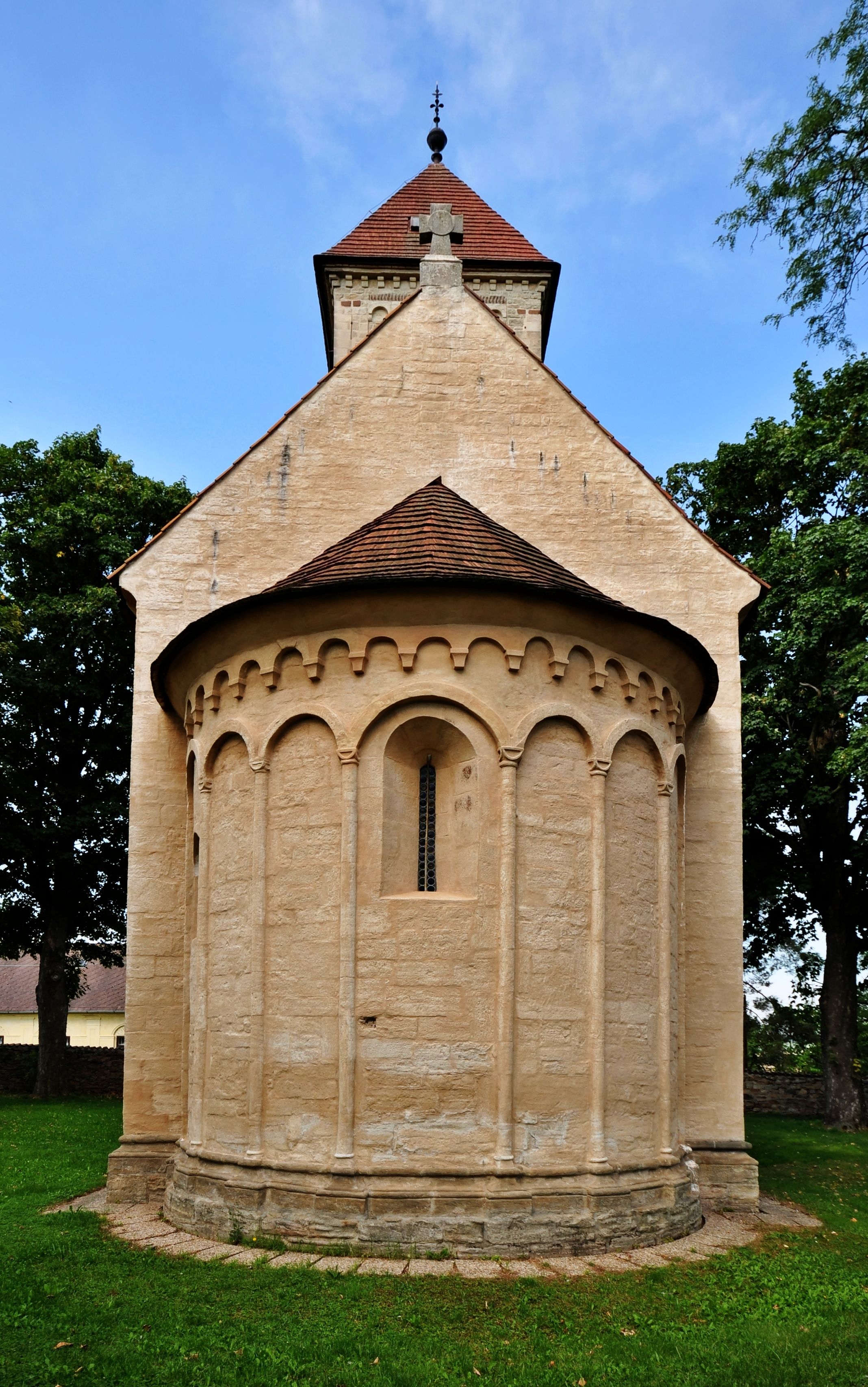
Apsida
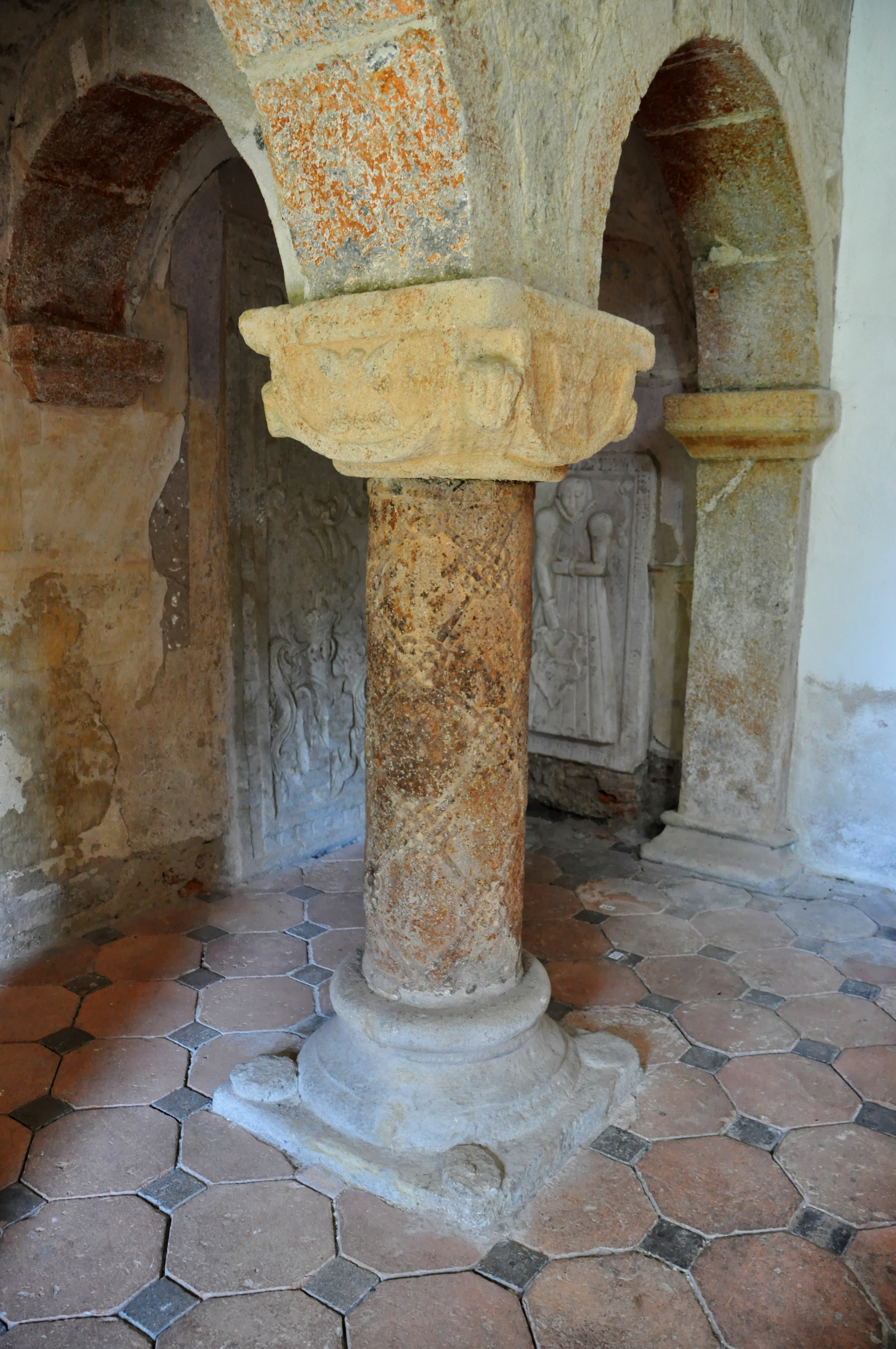
Sloup v interiéru
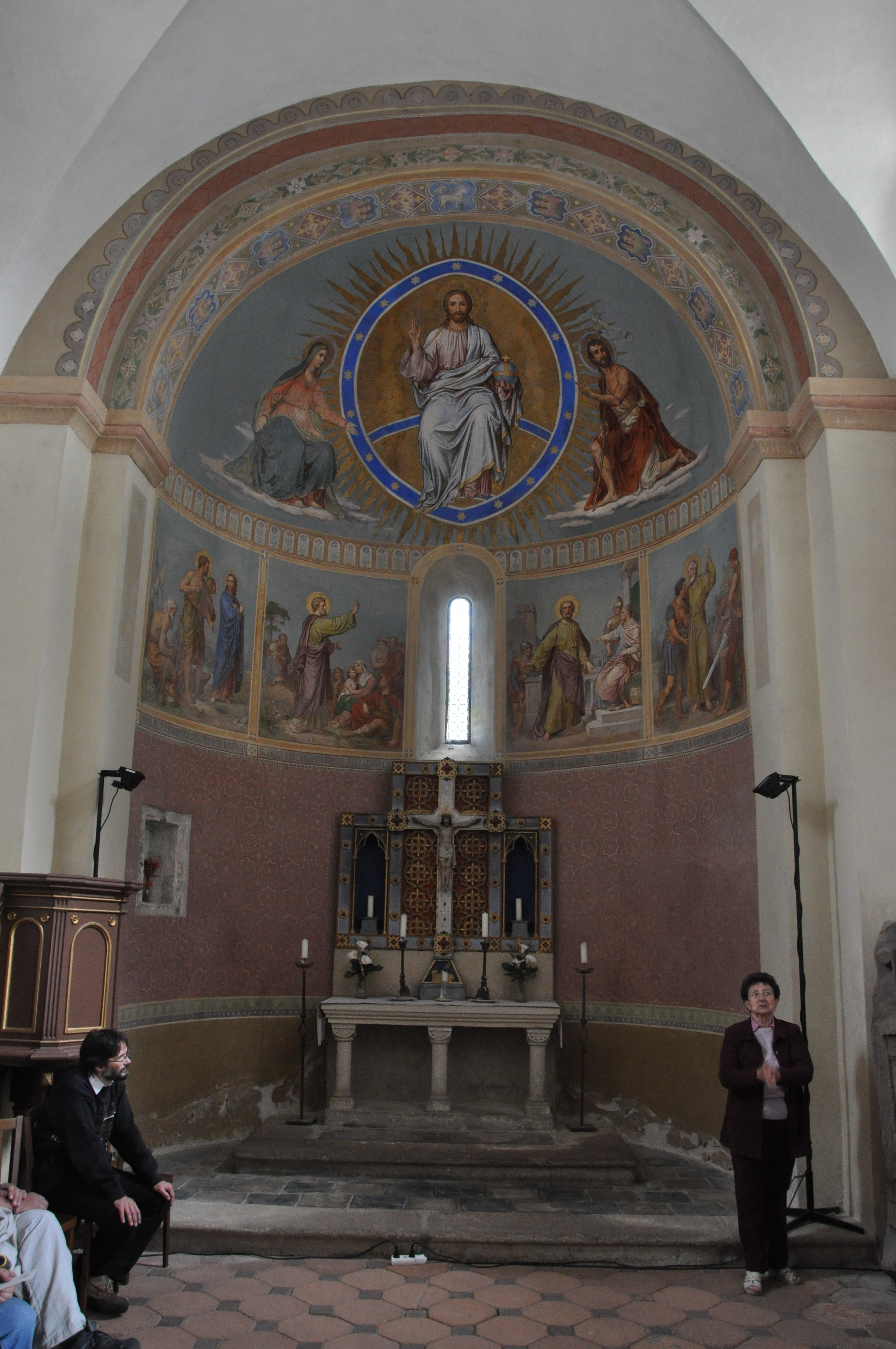
Interiér

### Program záchrany architektonického dědictví
V rámci Programu záchrany architektonického dědictví bylo v letech 1995-2014 na opravu kostela čerpáno 2 300 000 Kč.
| rok    | 1997 | 1998 | 1999 |
| ------ | ---- | ---- | ---- |
| částka | 900  | 700  | 700  |